# Фердинанд Ернст фон Херберщайн
Фердинанд Ернст фон Херберщайн (на немски: Ferdinand Ernst Graf von Herberstein; † 13 май 1691, Виена) е австрийски граф от знатната фамилия фон Херберщайн от Щирия.

## Произход
Той е син на фрайхер Карл Евзебиус фон Херберщайн († 1 март 1663) и съпругата му графиня Максимилиана Анна фон Алтхан (* 1601; † 21 март 1665, Виена), дъщеря на граф (издигнат на 18 юни 1610) Квинтин Лео фон Алтхан (1577 – 1634) и графиня Катарина фон Турн и Валсасина († 1605). Внук е на фрайхер Адам фон Херберщайн († 1626) и фрайин Магдалена Катарина Куен фон Белази. Правнук е на фрайхер Карл фон Херберщайн цу Нойберг и Гутенхаг (1558 – 1590) и Елизабет Траутзон († 1603). Праправнук е на фрайхер Георг II фон Херберщайн (1529 – 1586) и Барбара Шиндел фон Дромсдорф от Силезия († ок. 1575).
Фамилията фон Херберщайн се нарича на техния дворец Херберщайн, през 1537 г. е издигната на имперски фрайхерен, през 1644 г. на австрийски наследствени графове и през 1710 г. на имперски граф.

## Фамилия
Първи брак: с графиня Катарина Елизабет фон Заурау, дъщеря на губернатора на Щирия (1635 – 1648) граф Карл фон Заурау, фрайхер на Лигист († 1648) и фрайин Сузана Катарина фон Тойфенбах († 1647). Те имат един син:
- Карл Зигмунд фон Херберщайн († 1687), граф, женен за Франциска фон Хаутой; имат син:
  - Фердинанд Ернст Карл фон Херберщайн († 1720)

Втори брак: през 1668 г. с Юлиана Елизабет фон Щархемберг (* 1627; † 19 декември 1699), вдовица на фрайхер Виктор Фердинанд фон Тойфел-Гундерсдорф, дъщеря на граф Гундакар XV фон Щархемберг (1594 – 1652) и фрайин Анна Сабина фон Дитрихщайн (1605 -1645). Те имат две деца:
- Елизабет Хелена фон Херберщайн (* 1670; † 27 ноември 1710), омъжена на 16 май 1690 г. за граф Карл Йозеф фон Дитрихщайн (* 17 юли 1663; † 29 септември 1693), син на княз Фердинанд Йозеф фон Дитрихщайн (1636 – 1698)
- Венцел Еберхард фон Херберщайн (* 1671; † 26 октомври 1729), граф, женен I. за Мария Йозефина фон Глобиц († 1709), II. през 1711 г. за графиня Ернестина Катарина де Ланой († 19 декември 1755). От първия брак баща на:
  - Фердинанд Леополд фон Херберщайн (1695 – 1744), губернатор на Долна Австрия, дипломат, 1734 г. министър, рицар на ордена на Златното руно